# Мазонакис, Йоргос
Йо́ргос Мазона́кис (греч. Γιώργος Μαζωνάκης), настоящее имя Гео́ргиос Апосто́лу (греч. Γεώργιος Αποστόλου, род. 4 марта 1972, Никея, Аттика) — греческий певец в жанре лаика.

## Биография
С детства увлекался музыкой, среди его кумиров были такие признанные мастера лаики, как Яннис Париос, Стратос Дионисиу. Уже в возрасте 15 лет юноша твердо решил стать певцом. Первое его профессиональное выступление состоялось в ночном клубе города Патры летом 1992. Его сразу заметили, и лейбл Universal Music (в то время Polygram) предложил сотрудничество.
Следующим шагом к национальному признанию был ряд выступлений в ночных клубах столицы Греции — Афинах. В течение одного года певец совершает тур по Греции, Кипру, выступает в Германии, Австралии, а также нескольких штатах Америки, включая Нью-Йорк, Нью-Джерси, Атлантик-Сити и Чикаго.
В 2001 году певец подписал контракт с музыкальным лейблом Heaven Music, с которым работает и поныне. Их общий первый сингл стал золотым уже через месяц после официальной даты релиза. Кроме того, успех пришёл к певцу в Италии после презентации песни «Μου λείπεις» (Не хватает тебя). Следующий альбом ΚΟΙΤΑ ΜΕ также становится золотым и в Греции, и в Италии, а двойной CD, выпущенный в Италии под названием Giorgios Mazonakis получил статус платинового.
В 2002 году певец исполнил две песни Стаматиса Краунакиса, которые стали саундтреками к лентам режиссёра Никоса Панайотопулоса. В этом же году был перевыпущен альбом ΚΟΙΤΑ ΜΕ в двойном формате: один назывался ΚΟΙΤΑ ΜΕ, второй — BEAT. В последний вошли песни, написанные Фивосом.
Результатом дальнейшего сотрудничества музыкантов стал альбом 2003 года «ΣΑΒΒΑΤΟ» (греч. Суббота). Одноименный хит этого альбома открыл Мазонакиса всему миру. Этот альбом певца стал платиновым.
В 2011 Йоргос Мазонакис выступал совместно с Наташей Феодориду в афинском клубе «Votanikos». На разогреве выступала Тамта. Летом 2012 года певец совершил концертный тур «ΓΙΩΡΓΟΣ ΜΑΖΩΝΑΚΗΣ CLUB TOUR 2012». С сентября 2012 певец выступает вместе с Элени Фурейрой в афинском клубе «Thalassa peoples stage» в Глифаде.

## Дискография
- 1993 — Μεσάνυχτα Και Κάτι
- 1994 — Με Τα Μάτια Να Το Λες
- 1996 — Μου Λείπεις
- 1997 — Παιδί Της Νύχτας
- 1998 — Μπροστά Σ' Ένα Μικρόφωνο
- 1999 — Αλλάξανε Τα Πλάνα Μου
- 2001 — Κοίτα Mε
- 2003 — Σάββατο
- 2007 — Τα Όχι + Τα Ναι Mου
- 2010 — Τα Ίσια Ανάποδα
- 2012 — Λείπει Πάλι Ο Θεός
- 2015 — Το Παράξενο Με Μένα
- 2019 — Αγαπώ Σημαίνει

### Коллекционный сборник
- 2001 — The Best Of
- 2004 — Best
- 2006 — Τα Ερωτικά
- 2006 — 8 Μεγάλες Επιτυχίες
- 2007 — Γιώργος Μαζωνάκης
- 2009 — Revised
- 2009 — Γιώργος Μαζωνάκης, Καίτη Γαρμπή, Νίκος Κουρκούλης - Οι Μεγαλύτερες Επιτυχίες
- 2012 — Αφιέρωμα
- 2013 — Με Λένε Γιώργο - 20 Χρόνια Γιώργος Μαζωνάκης
- 2013 — Best Of Γιώργος Μαζωνάκης
- 2015 — Best Of Γιώργος Μαζωνάκης
- 2015 — Τα Καλύτερα

### Концертные сборники
- 2004 — Live

### Синглы
- 2014 — Έχω Περάσει Και Χειρότερα
- 2014 — Τέρμα
- 2016 — Δε Γουστάρω
- 2017 — Σώπα Κι Άκου
- 2018 — Αγαπώ Σημαίνει
- 2018 — Ένα Θαύμα
- 2021 — Δεν Είμαι Εγώ
- 2022 — Πάρτα Όλα Δικά Σου

### Дуэты
- 1999 — «Θέλω Να Γυρίσω»  (при уч. Goin'Through)
- 2003 — «Το Gucci Των Masai» (при уч. Элли Коккину)
- 2004 — «Summer In Greece» (при уч. Виктория Халкити)
- 2005 — «Αμανέ» (при уч. Деспиной Ванди)
- 2015 — «Ο Μαγικός Καθρέφτης» (при уч. Onirama)
- 2018 — «Το Gucci Φόρεμα (Mad VMA 2018)» (при уч. Snik)
- 2018 — «Μη Μου Λες Να Ζω Με Αναμνήσεις (Buralardan Giderim) / Έλα Να Δεις (Ozledim)» (при уч. Питса Пападопулу)
- 2020 — «Φωτιά Μου» (при уч. Иви Адаму)
- 2022 — «Tora Tora (Boro Boro) = Τώρα Τώρα (Boro Boro)» (при уч. Арашем)

### DVD-диски
- 2004 — Σάββατο (DVD-V)
- 2006 — Greatest Hits & Videos
- 2007 — Παιδί Της Νύχτας Μια Ζωή (Οι Μεγαλύτερες Επιτυχίες)